# Fernando Rodríguez Lafuente
Fernando Rodríguez Lafuente (Madrid, 1955) es un profesor, crítico literario y cinematográfico y gestor cultural español. Fue subdirector del diario ABC y director de ABC Cultural, director general del Libro, Archivos y Bibliotecas (Ministerio de Cultura) y director del Instituto Cervantes.

## Biografía
Doctor en Filología por la Universidad Complutense de Madrid, donde también ha sido profesor de Teoría de la Literatura y Crítica Literaria y es actualmente profesor de Literatura Española e Hispanoamericana. Su tesis versó sobre El vanguardismo literario en México.
Entre 1985 y 1986 fue profesor de Literatura e Historia intelectual española en la Universidad de Lenguas Extranjeras n.º 2 de Pekín.
Ha sido también Profesor-investigador del Instituto Universitario Ortega y Gasset, en donde ocupó, también, el cargo de director de Relaciones Institucionales de la Fundación José Ortega y Gasset.
Desde 1987, ha dirigido diversos seminarios sobre lengua, cine y literatura española impartidos a profesores norteamericanos en la Fundación José Ortega y Gasset, en el Centro de Estudios Internacionales (Toledo) y en la Fundación Ponce de León.
A finales de los años ochenta y principios de los noventa dirigió el Centro Cultural de España adscrito al Instituto de Cooperación Iberoamericana del Ministerio de Asuntos Exteriores en Buenos Aires (Argentina).
Desde su regreso a España compaginó la docencia con el periodismo escrito y radiofónico en ABC y ABC Cultural, la Cadena SER, Onda Cero y Antena 3 Radio. También colaboraba en revistas como Cuadernos Hispanoamericanos, Ínsula o Revista de Occidente.
Durante 1992 coordinó, junto al profesor José Varela Ortega, un suplemento especial del diario ABC dedicado a La imagen de España en el exterior. En esta época era también colaborador habitual en las secciones de Opinión y de Cultura de ABC, así como del suplemento ABC Cultural, que entonces dirigía Blanca Berasátegui.
Fue uno de los participantes habituales en los coloquios del programa de TVE ¡Qué grande es el cine! de José Luis Garci; comenzó a emitirse en 1995 y permaneció en la parrilla durante una década. Fernando es un reconocido cinéfilo, autor de trabajos sobre Ernst Lubitsch, Billy Wilder, Edgar Neville, Orson Welles, Borges y el cine, Luis García Berlanga, Woody Allen, y sobre el cine negro norteamericano. Ha seguido colaborando posteriormente en programas como Cine en blanco y negro, que dirigió Garci en Telemadrid entre los años 2009 y 2012.
Ha sido también miembro del consejo de la Fundación Internacional Jorge Luis Borges y gerente de Coopers & Lybrand.
En mayo de 1996 fue nombrado director general del Libro, Archivos y Bibliotecas (Ministerio de Cultura), responsabilidad en la que permaneció hasta abril de 1999, año en que se convirtió en la tercena persona que dirigía el Instituto Cervantes (Ministerio de Asuntos Exteriores).
Fue subdirector del diario ABC y director de ABC Cultural. Ha sido director de los anteriores suplementos culturales del diario, denominados ABCD las Artes y las Letras y Blanco y Negro Cultural. Es actualmente director del Máster de Cultura Contemporánea en el Instituto Universitario de Investigación Ortega y Gasset, secretario de redacción de Revista de Occidente y director de la Cátedra Archivos de Literatura latinoamericana de la UNESCO. Colaborador habitual de Protagonistas en Punto Radio, donde da su opinión y recomendaciones sobre cine y literatura y participa en sus tertulias y de Cinco letras:, el espacio de cultura de De costa a costa, en la misma emisora.

## Publicaciones
Como fecundo articulista ha sido colaborador habitual de Ínsula, Revista de Occidente, Nueva Revista, Cuadernos Hispanoamericanos, El Europeo, El Paseante, Revista de Literatura y La Página, entre otras publicaciones especializadas en temas literarios, filosóficos y culturales.

## Curiosidades
Junto a Ramón Pernas, entrega un premio informal al que califica de "rigurosamente clandestino", el Premio ABC Cultural & Ámbito Cultural, "la Logia del garbanzo", en expresión de Juan José Armas Marcelo.

## Obra Publicada
- La apoteosis de lo neutro, junto con Ignacio Sánchez-Cámara. Madrid, 1996. Fundación para el Análisis y los Estudios Sociales. Papeles de la Fundación, nº36. ISBN 978-84-896-3314-2.

- El Universo de Alfred Hitchcock. VV.AA. Madrid, 2006. Notorious Ediciones, coord. Guillermo Balmori. ISBN 978-84-934701-4-2. (Capítulos dedicados a Extraños en un tren y Crimen perfecto).
- El universo de Clint Eastwood. VV.AA. Madrid, 2009. Notorious Ediciones, coord. Guillermo Balmori. ISBN 84-93714-8-40 (Capítulos dedicados a Bird y Bronco Billy).

Ha publicado igualmente diversas ediciones y monografías sobre autores hispanoamericanos, como las dedicadas a Jorge Luis Borges, José Ortega y Gasset, Ramón Gómez de la Serna, Macedonio Fernández, Raúl Zurita, Octavio Paz, y a Alfredo Bryce Echenique.

## Premios y galardones
- Premio Bibliodiversidad 2007, otorgado por la Comisión de Editores Independientes, gremio en el que están representadas más de 40 editoriales independientes: Siruela, Castalia, Trotta, Huerga y Fierro, entre otras.
- XII Premio Internacional de Periodismo Ciudad de Cáceres 2019.[2]